# Richard Serra

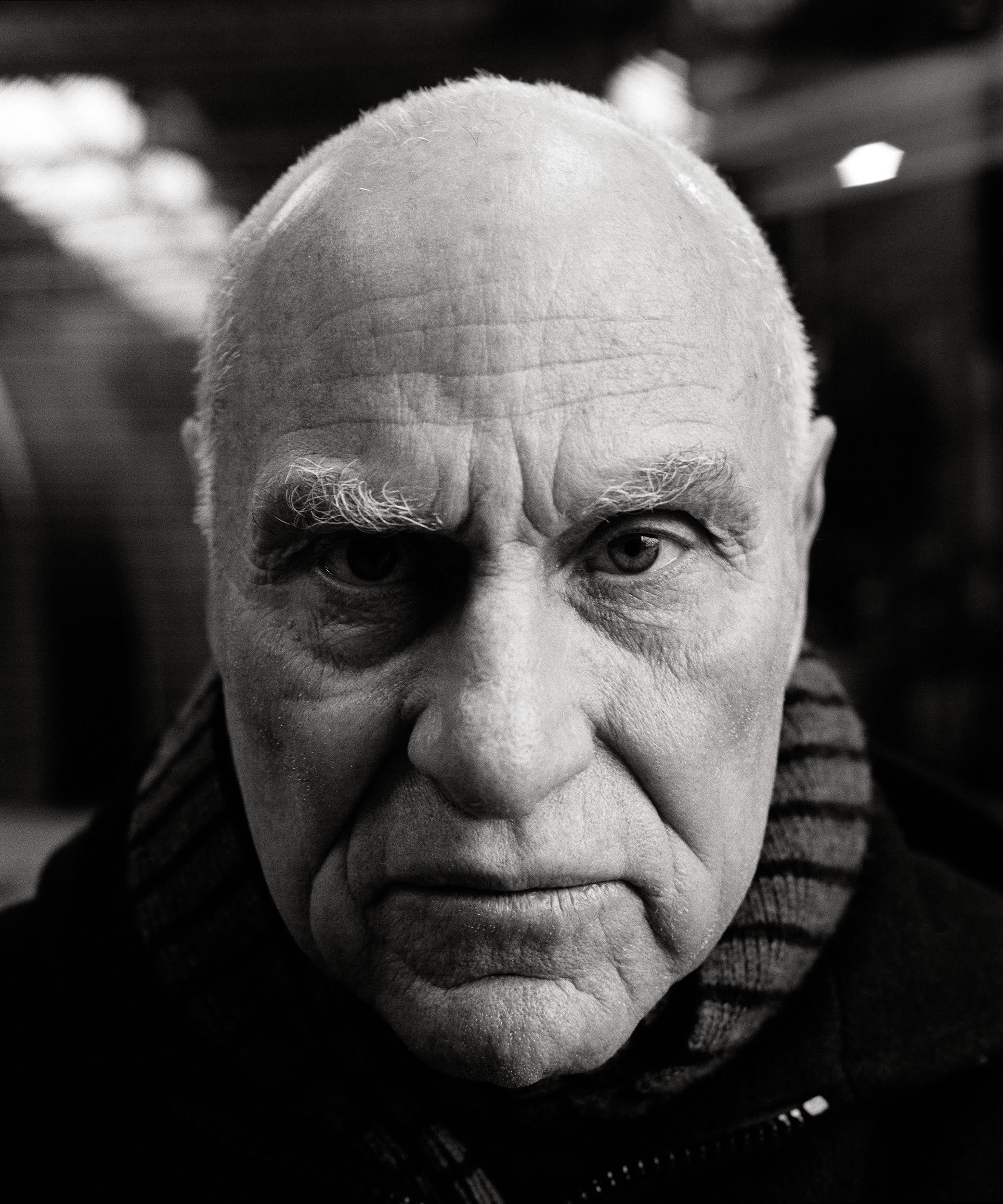
Richard Serra porträtiert von Oliver Mark, Siegen 2005

Richard Serra (* 2. November 1938 in San Francisco; † 26. März 2024 in Orient, New York) war ein US-amerikanischer Bildhauer.
Serra war für seine großformatigen Skulpturen bekannt, die für ortsspezifische Landschafts-, Stadt- und Architekturumgebungen geschaffen wurden. Mitte der 1960er Jahre experimentierten Richard Serra und andere amerikanische Künstler mit industriellen Werkstoffen wie Blei und Gummi. Die Materialien wurden mit einfachen Eingriffen bearbeitet und in einen Bezug zum Raum gesetzt. Im Laufe der Jahre erweiterte Serra seinen räumlichen Ansatz, indem er mit wetterfestem Stahl arbeitete. Außerdem umfasst sein Œuvre eine Vielzahl von Malereien und Druckgraphiken.

## Leben

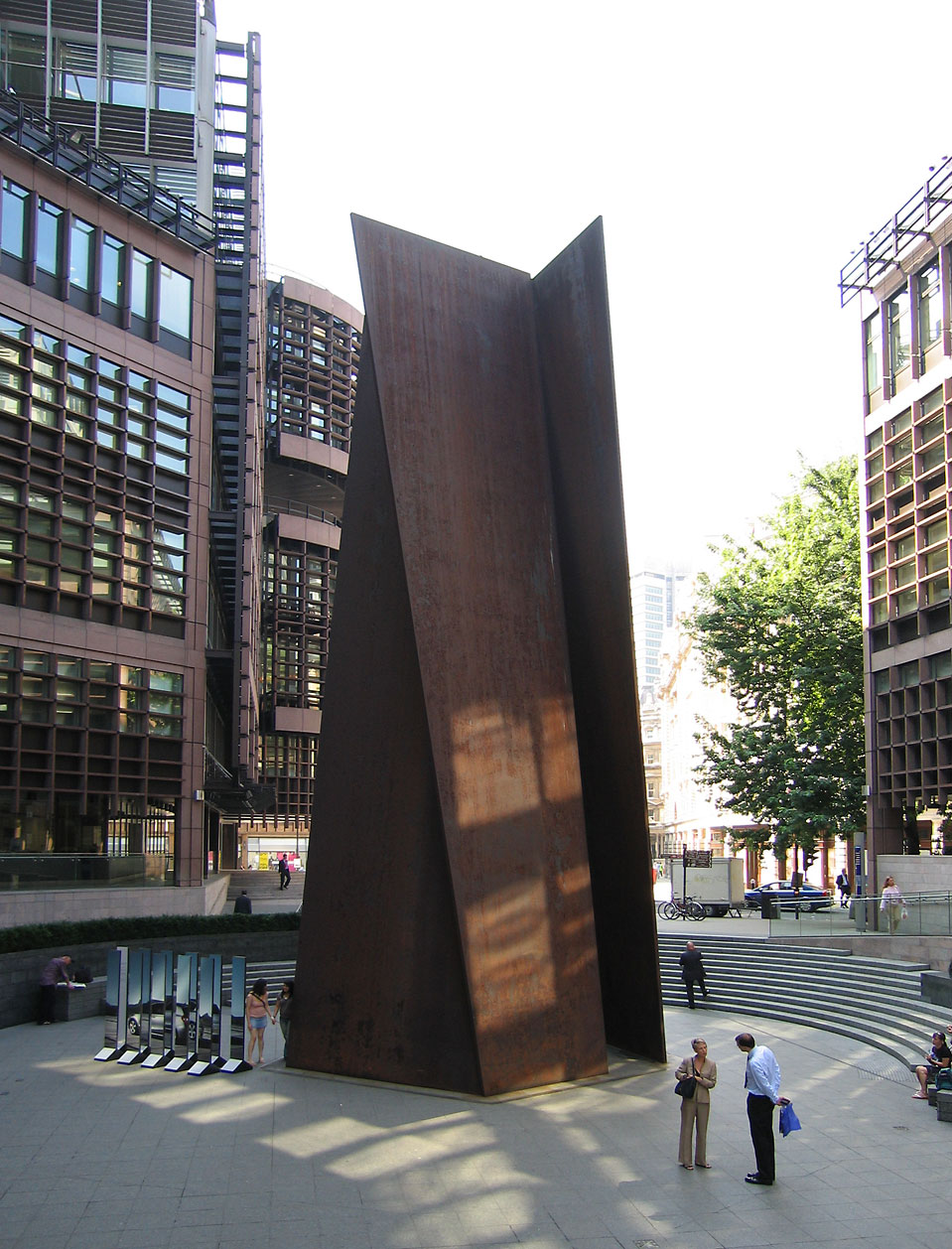
Fulcrum 1987, freistehende Plastik aus Cortenstahl an der Liverpool Street Station, London

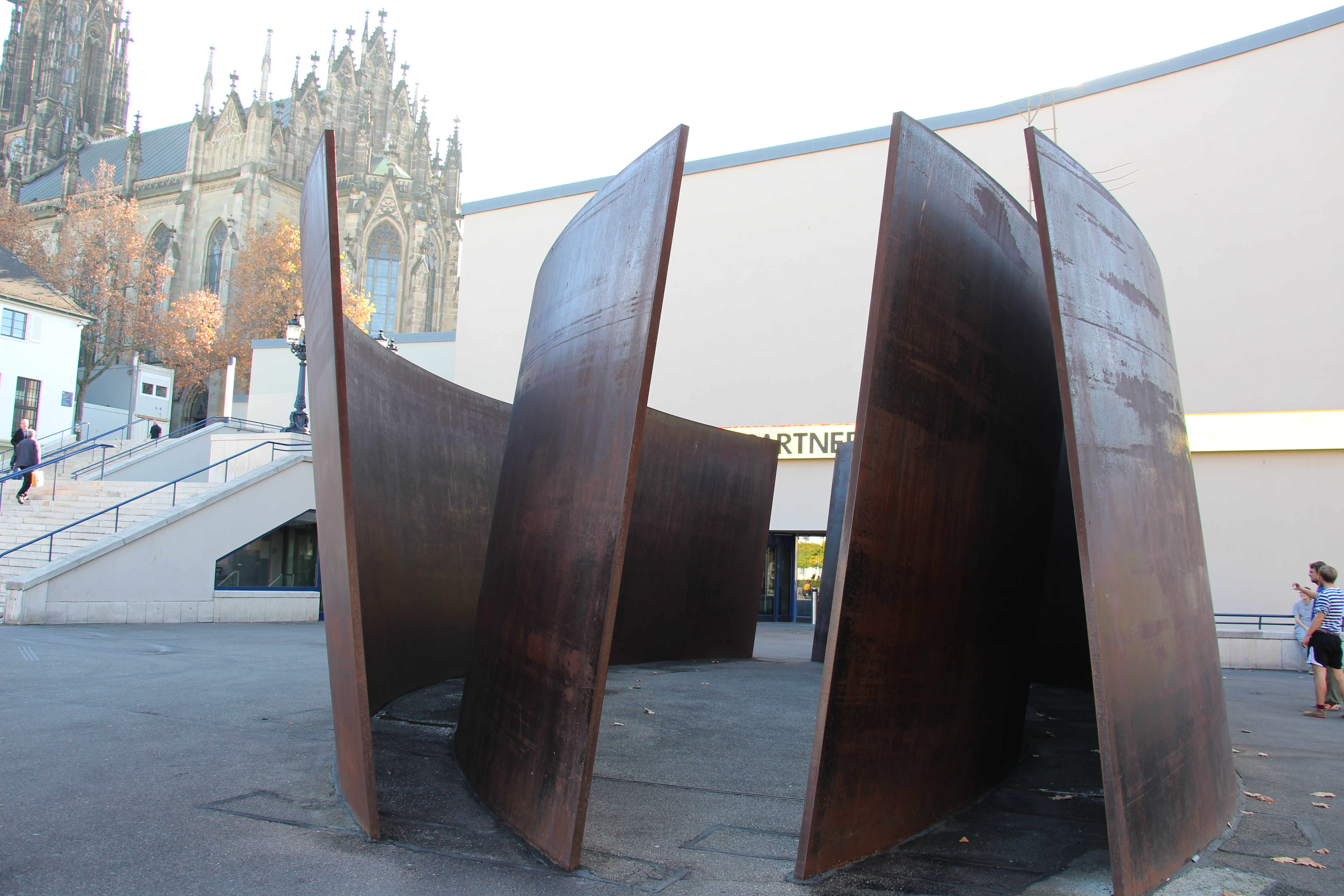
»Intersections«, 1992, Theaterplatz Basel

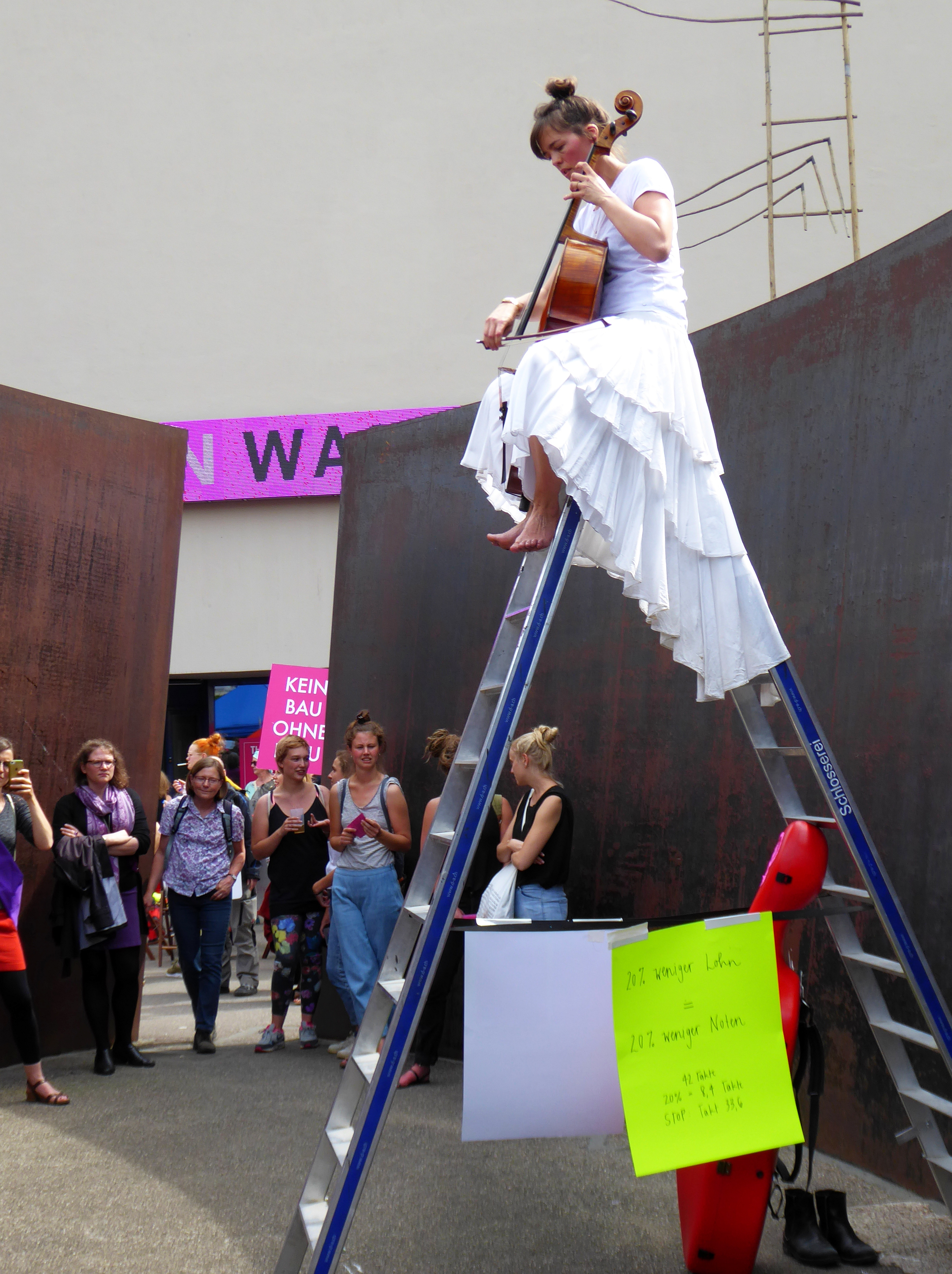
Frauenstreik, Basel 2019, Cellistin Mara Miribung in Richard Serras Skulptur »Intersections«, 1992, vor dem Theater Basel

Richard Serra wurde 1938 in San Francisco, USA, geboren. Sein Vater, ein Werftarbeiter, war Spanier aus Mallorca und seine Mutter war eine jüdische Ukrainerin aus Odessa. Sie gilt als diejenige in der Familie, der das Literarische wichtig war. Der Anblick von Kriegsschiffen im Rohbau in der Bucht von San Francisco prägte sein späteres Kunstverständnis.

„Im Grunde möchte ich Skulpturen machen, die für eine neue Art von Erfahrung stehen, die Möglichkeiten von Skulptur eröffnen, die es so bislang nicht gab.“

### Studienzeit
Serra studierte von 1957 bis 1961 englische Literatur an der University of California, Berkeley und anschließend in Santa Barbara. Zu seinen Dozentinnen und Dozenten gehörten unter anderem Aldous Huxley, Christopher Isherwood und Margaret Mead. Serra machte seinen Bachelor in Englischer Literatur. Um sich seinen Lebensunterhalt zu verdienen, arbeitete er in einem Stahlwerk, wo er erste Erfahrungen im Umgang mit dem vielseitigen Werkstoff Stahl sammeln konnte, die für seine spätere Laufbahn prägend wurden.
Von 1961 bis 1964 absolvierte er ein Kunststudium an der Universität Yale in New Haven. Er wurde dort Assistent des deutschen Emigranten, Malers und Kunsttheoretikers Josef Albers. Darauf folgte eine Zusammenarbeit mit Albers an dessen Buch The Interaction of Color. Er erreichte den Abschluss Bachelor of Fine Arts und den Master of Fine Arts. Unter dem Eindruck des abstrakten Expressionismus hatte Serra eine kurze Phase als Maler.
Als in dieser Zeit der Minimalismus aufkam, gab es noch eine reine Form des Minimalismus; die Künstler arbeiteten überwiegend mit hochwertigen Industrieprodukten, Materialien und Stoffen wie Plastik oder auch rostfreiem Edelstahl. Zum Teil lag der Schwerpunkt auf einer Verfeinerung des Materials. Darauf folgte eine Künstlergeneration mit unter anderen Richard Serra, Robert Smithson, Bruce Nauman und Eva Hesse. Für Serra hatten diese Künstler weniger den Anspruch, dass Kunst Gebrauchsware sein muss; es war eine „rücksichtslose Erweiterung des Minimalismus“. Die Materialien wurden einfacher, wie Gummi oder Blei. Anstatt eine Formensprache darzustellen, die es schon in der Kunst gab, waren diese Künstler mehr daran interessiert, dass die Form des Materials durch eine Veränderung manipuliert werden konnte.

### Frühwerk
Anfang der 1960er Jahre hatte sich Serra bereits mit den für die Kunst neuen Medien Film und Video beschäftigt. Während eines einjährigen Reisestipendiums der Yale-Universität in Paris erweiterte er 1964 seine Kenntnisse auf diesem Gebiet. Im Sommer 1965 heiratete er seine Kommilitonin, die Künstlerin Nancy Graves. Er begegnete in Paris dem US-amerikanischen Musiker und Komponisten Philip Glass. Die Bildhauerei wurde immer wichtiger für ihn und er versuchte, in Skulpturen die Mittel des harten Schnitts und der Bewegung aus dem Film zu übertragen.
Ende der 60er Jahre entdeckte Serra den Werkstoff Metall für sein künstlerisches Schaffen. Er goss 1968 auf eine unkonventionelle Art die Ecken des New Yorker Whitney Museum of American Art mit geschmolzenem Blei aus, um die erhaltenen Formen anschließend im selben Haus auszustellen.
Darauf folgte, dank eines Fulbright-Stipendiums, ein Jahr in Florenz. Im Mai 1966 hatte er seine erste Einzelausstellung Animal Habitats in der Galeria La Salita in Rom. Es folgten Reisen nach Spanien und Nordafrika.
Serra zog nach New York und arbeitete mit Robert Fiore, Steve Reich und Philip Glass, aber auch als Möbelpacker, um seinen Lebensunterhalt zu verdienen. In dieser Zeit machte er Bekanntschaft mit anderen Künstlern wie Eva Hesse, Donald Judd, Robert Smithson und Carl Andre. Er schuf eine Reihe von Werken aus Gummi und Neonröhren sowie sogenannte Scatter Pieces.
Seit den frühen siebziger Jahren setzt sich Richard Serra intensiv mit den Möglichkeiten der Druckgrafik auseinander; neben den Skulpturen sind sie wesentlicher Bestandteil seines Werkes.
1968 entstand seine Serie Hands, später arbeitete er mit Nancy Holt in Boomerang (1974) und mit seiner Partnerin dieser Zeit, Joan Jonas, an Paul Revere (1971), bei deren Performances er häufig mitwirkte. 1968 hatte Serra eine Einzelausstellung in der Galerie Rolf Ricke in Köln. Ende der 1960er versuchte er sich mit den künstlerischen Formen des Films zu perfektionieren. Er suchte eine Analogie zwischen den Schnitten in seinen Skulpturen und dem Schnitt im Film. In dieser Zeit begann auch die Zusammenarbeit mit Leo Castelli.
Häufig besuchte er die Anthology Film Archives in New York und setzte sich intensiv mit den künstlerischen Formen des historischen sowie des aktuellen Films auseinander. Begeistert war er u. a. auch von Andy Warhols Chelsea Girls, das ihm den Weg zum Filmemacher erleichterte, und von Bruce Connors, Ron Rice’ und Jack Smiths Filmen unprätentiöser Art.
In seinem Frühwerk arbeitete Richard Serra überwiegend mit Materialien wie Blei und Gummi. Bedeutend ist seine Werkgruppe der Splashings oder Castings, in der er durch das Schleudern flüssigen Bleis in einen Winkel zwischen Wand und Boden Formen erstellte. Diese Phase begann 1968 im Castelli Warehouse in New York. Die Mehrzahl der Werke war nicht auf Dauer angelegt.
Nach einem Aufenthalt in Japan 1970 setzte er sich intensiv mit der Geometrie der Plätze und der Anlage als Ganzes auseinander. In Tokyo entstand das Werk To Encircle Base Plate Hexagram, darauf folgte 1972 die Spoleto-Circles, ein liegendes Stahlkreis-Objekt und ein in den Boden eingelassener Kreisplan.

### Spätwerk

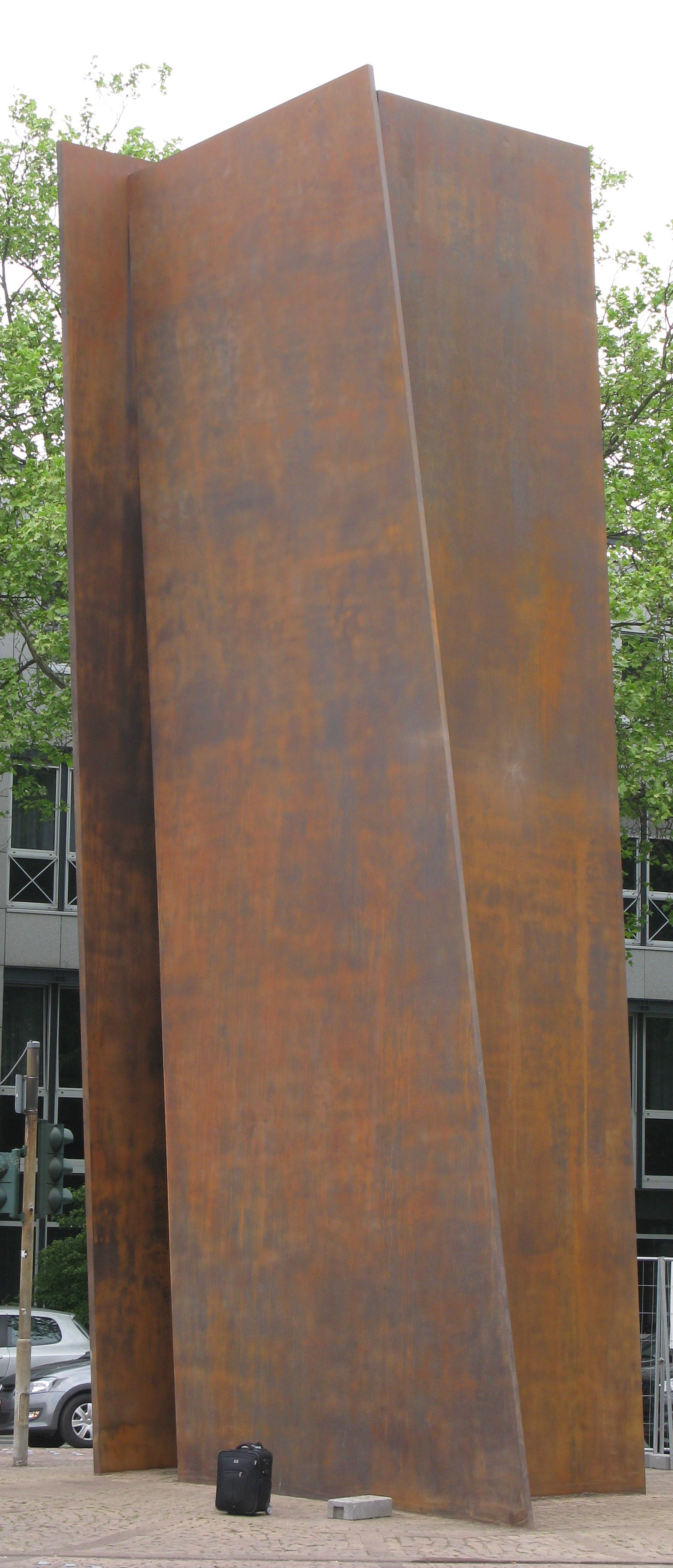
Terminal in Bochum, 1977, nach Restaurierung, am Tag der Neuenthüllung 26. April 2014

Serras erste begehbare Großplastiken im öffentlichen Raum, in denen die Wahrnehmung der Kunst von unmittelbaren körperlichen Erfahrungen begleitet wird, entstanden Anfang der 1970er Jahre. Dazu gehört z. B. die Installation Circuit, die auf der documenta 5 1972 in Kassel zu sehen war und sich heute (2012) in der Kunstsammlung der Ruhr-Universität in Bochum befindet.
Mit Clara Weyergraf, die er 1981 heiratete, drehte Serra den Film Steelmill/Stahlwerk in der Henrichshütte in Hattingen.
1977 konzipierte er für die documenta 6 in Kassel das Werk Terminal, vier trapezförmige Platten aus wetterfestem Stahl (Cortenstahl). Während dieser Ausstellung war das Werk vor dem Fridericianum, dem zentralen Ausstellungsgebäude, aufgestellt und wurde somit zum „Wahrzeichen“ dieser Documenta.
Nach langen Verhandlungen und begleitet von heftigen Protesten wurde Terminal 1979 von der Stadt Bochum erworben und schließlich an dem von Richard Serra favorisierten Standort, einer Verkehrsinsel am Bochumer Hauptbahnhof, installiert. Die CDU machte im Landtagswahlkampf eine Kampagne gegen die Aufstellung in Bochum. Der damalige Kandidat Kurt Biedenkopf hielt direkt vor der Plastik eine Rede, in der er deren Abriss ankündigte.
Im selben Jahr erhielt Serra im Rahmen des „Art in Architecture Program“ der U.S. General Services Administration den Auftrag für eine ortsspezifische Skulptur auf dem „Federal Plaza“ in New York. Das Werk Tilted Arc, eine 37 Meter lange und 3 Meter hohe, etwas geneigte Stahlwand, die sowohl die Sicht als auch die Überquerung des Platzes teilweise blockiert bzw. verhindert, sodass sich vorbeilaufende Menschen damit formal und optisch auseinandersetzen müssen, wurde 1981 fertiggestellt. Insbesondere durch die anwohnende Bevölkerung wurden kontroverse Diskussionen bis hin zu Protestaktionen ausgelöst, was 1989 dazu führte, dass die große Stahlskulptur wieder entfernt werden musste. Dies verärgerte Serra so sehr, dass er damit drohte, New York zu verlassen. Er setzte diesen Plan jedoch nicht um. In der Folgezeit errichtete er an anderen Orten Kunstwerke im Stil des Tilted Arcs, die inzwischen zu den voluminösesten und populärsten Skulpturen der Welt zählen.
1993 nahm Serra mit einem Objekt in der Synagoge Stommeln an der jährlich wechselnden Gestaltung der ehemaligen Synagoge teil.
Die Idee des Holocaust-Mahnmals in Berlin als begehbares Feld von Stelen stammt von Serra. Sie zeigt einen künstlerischen Anspruch, der eine von Serras Leitlinien war: Das Publikum sollte sich in der Konfrontation mit monumentalen Stahlplatten, die auf es einzustürzen schienen, mit sich selbst auseinandersetzen müssen. 1998 schied der Künstler im Streit mit Peter Eisenman aus der Arbeitsgemeinschaft aus, doch gab es wohl auch Differenzen mit der Bundesrepublik Deutschland in ihrer Eigenschaft als Auftraggeberin. Serras Konfliktfreudigkeit galt als einer seiner Wesenszüge. Eine Kritikerin der New York Times verglich den Künstler mit einer „immerzu angriffsbereiten Boxergestalt mit leidenschaftlichen Locken“.
Im Jahr 2005 entstand die raumgreifende begehbare Installation The Matter of Time aus acht gigantischen und tonnenschweren Stahlskulpturen für das Guggenheim Museum Bilbao, bestehend aus begehbaren Spiralen, Ellipsen und Schlangenformen. Das Werk ist einer der größten bildhauerischen Aufträge und wohl auch eines der teuersten, die bislang in der Geschichte der Moderne für einen konkreten Raum entwickelt wurden.
Das Kunstmagazin ArtReview wählte ihn im Jahr 2007 auf den 19. Platz der Liste der hundert einflussreichsten Persönlichkeiten der zeitgenössischen Kunst.
Mit der letzten Arbeit Blade Runners beschritt Serra ein neues Kapitel in seinem Werk. „Waren seine Platten bisher konvex oder konkav geformt, biegen sie sich nun in gegenläufige Kurven.“
Am 26. März 2024 verstarb Richard Serra zu Hause in Orient auf Long Island an den Folgen einer Lungenentzündung.

## Auszeichnungen
- 1981: Goslarer Kaiserring
- 1991: Wilhelm-Lehmbruck-Preis der Stadt Duisburg
- 1993: Wahl zum Mitglied der American Academy of Arts and Sciences
- 1995: Wahl zum Mitglied der American Academy of Arts and Letters
- 1996: Wahl zum Mitglied der Akademie der Künste (Berlin)
- 2002: Pour le Mérite
- 2010: Prinz-von-Asturien-Preis in der Sparte Kunst
- 2012: Wahl zum Mitglied der American Philosophical Society[16]
- 2014: Alexej-von-Jawlensky-Preis, Wiesbaden

## Sammlungen
- Unequal Corner Elevations, 1985, Museum DKM Duisburg (Eigentum: Stiftung DKM, Duisburg)
- Weitmar, 1984, Lehmbruck Museum, Duisburg (Eigentum: Stiftung DKM, Duisburg)

## Werk (Auswahl)
Serras erste Werke waren vom abstrakten Expressionismus inspiriert. Bekanntheit erlangte der Künstler durch Konstruktionen aus großen Stahlzylindern und Stahlblöcken. In sich ruhend betonen sie das Gewicht und die Eigenart des Werkstoffs Stahl, dessen Oberfläche unbehandelt der Korrosion ausgesetzt ist.
Die monumentalen großen Skulpturen, oft auf ihre Standorte zugeschnitten, ruhen in sich und betonen das Gewicht, vereinen Schwere und Leichtigkeit zugleich. Die Wahrnehmung der Skulpturen ist abhängig vom Standpunkt des Betrachters und verändert sich durch Ein- und Ausschnitte bei jedem Schritt. Die Aufstellungsorte für seine Werke wählt Serra nach dem dialektischen Prinzip „Versperren und Öffnen zugleich“ aus, eine notwendige Vorbedingung, um dem Betrachter „neue Wege des Sehens“ nahezubringen.
Neben dem Spiel mit wechselnden Perspektiven und deren Wahrnehmung variiert Serra die Themen Schwerkraft und Gleichgewicht als physikalische Problematik von Körper und Raum. Er geht der Frage nach, wie Körper sich als Körper zu dem sie umgebenden und durch sie selbst gebildeten Raum verhalten. Begriffe wie Innen und Außen, gefüllter oder leerer Raum werden hinterfragt. Serra lehnt inhaltliche Aspekte, Sinnzuschreibungen an das Material ab. Er gilt, neben vielen anderen mehr oder weniger sinnvollen Zuschreibungen, auch als Vertreter der prozesshaften Kunst. Mit kunstgeschichtlichen Kategoriebegriffen ist seine Arbeit aber eigentlich nicht zu fassen.
Richard Serra war Teilnehmer der Documenta 5 in Kassel im Jahr 1972 in der Abteilung Individuelle Mythologien und auch auf der Documenta 6 (1977), der Documenta 7 (1982) und der Documenta 8 im Jahr 1987 als Künstler vertreten. 1977, 1987 und 1997 war er Teilnehmer der Skulptur Projekte Münster.
In der Bundesrepublik wurden so viele Werke Serras aufgestellt wie in keinem anderen Land, vor allem die Kompositionen aus monumentalen Stahlplatten, die für sein Spätwerk charakteristisch sind.

### „Terminal“ in Bochum
Serras Skulptur war ein Wahrzeichen der documenta in Kassel. Sie wurde 1977 von der Stadt Bochum für 350.000 DM gekauft und 1979 an einer Kreuzung vor dem Hauptbahnhof Bochum aufgestellt. Im Rahmen der Reihe „Neuenthüllungen“ der RuhrKunstMuseen wurde sie im April 2014 restauriert und am 26. April 2014 erneut eingeweiht.

### „T.W.U.“ in Hamburg

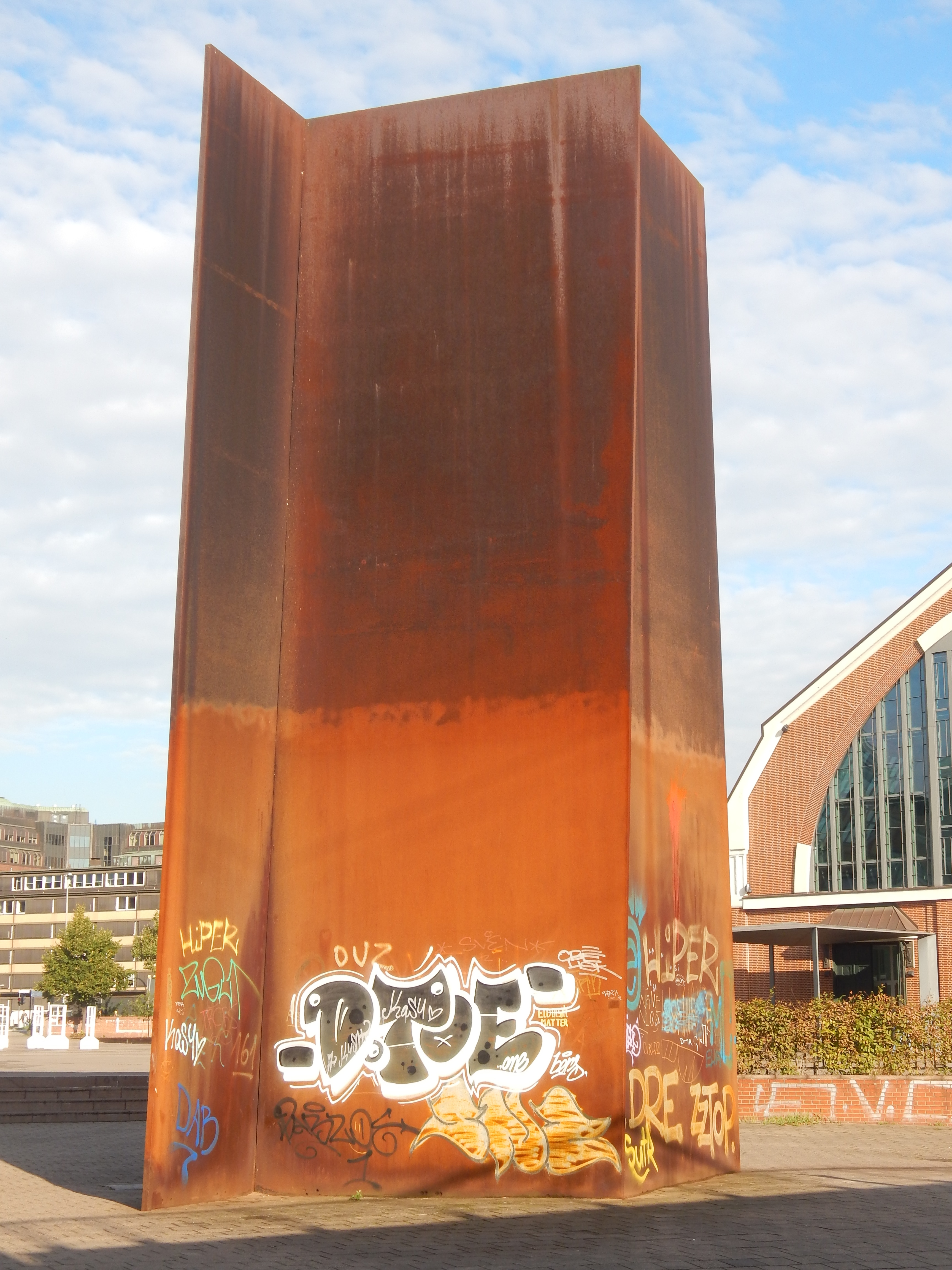
Skulptur T.W.U., Hamburg

Der Hamburger Turmbau T.W.U. wurde 1980 auf dem West Broadway in New York inmitten von Hochhäusern und Verkehr aufgestellt. Die Abkürzung steht für Trade Worker Union. Nach Hamburg kam er erst 1989 anlässlich der Ausstellung Einleuchten zur Eröffnung der Deichtorhallen. Kultursenatorin Christina Weiss hatte sich für den Ankauf des Kunstwerks engagiert, das zwischen der östlichen Bahnunterführung des Hamburger Hauptbahnhofes und den beiden Deichtorhallen aufgestellt wurde. Serra hatte den Standort selbst ausgesucht. Die drei identischen, jeweils 10,97 Meter hohen, 7 Zentimeter dicken und 3,66 Meter breiten und inzwischen angerosteten Stahlplatten werden nur durch ihr Gewicht an Ort und Stelle gehalten, Teile davon neigen sich aus der Vertikalen. Mit jeder Standortveränderung sieht das Publikum ein anderes Bild, was Serras Ansatz einer „peripatetischen Wahrnehmung“ entspricht.

### „Viewpoint“ in Dillingen/Saar

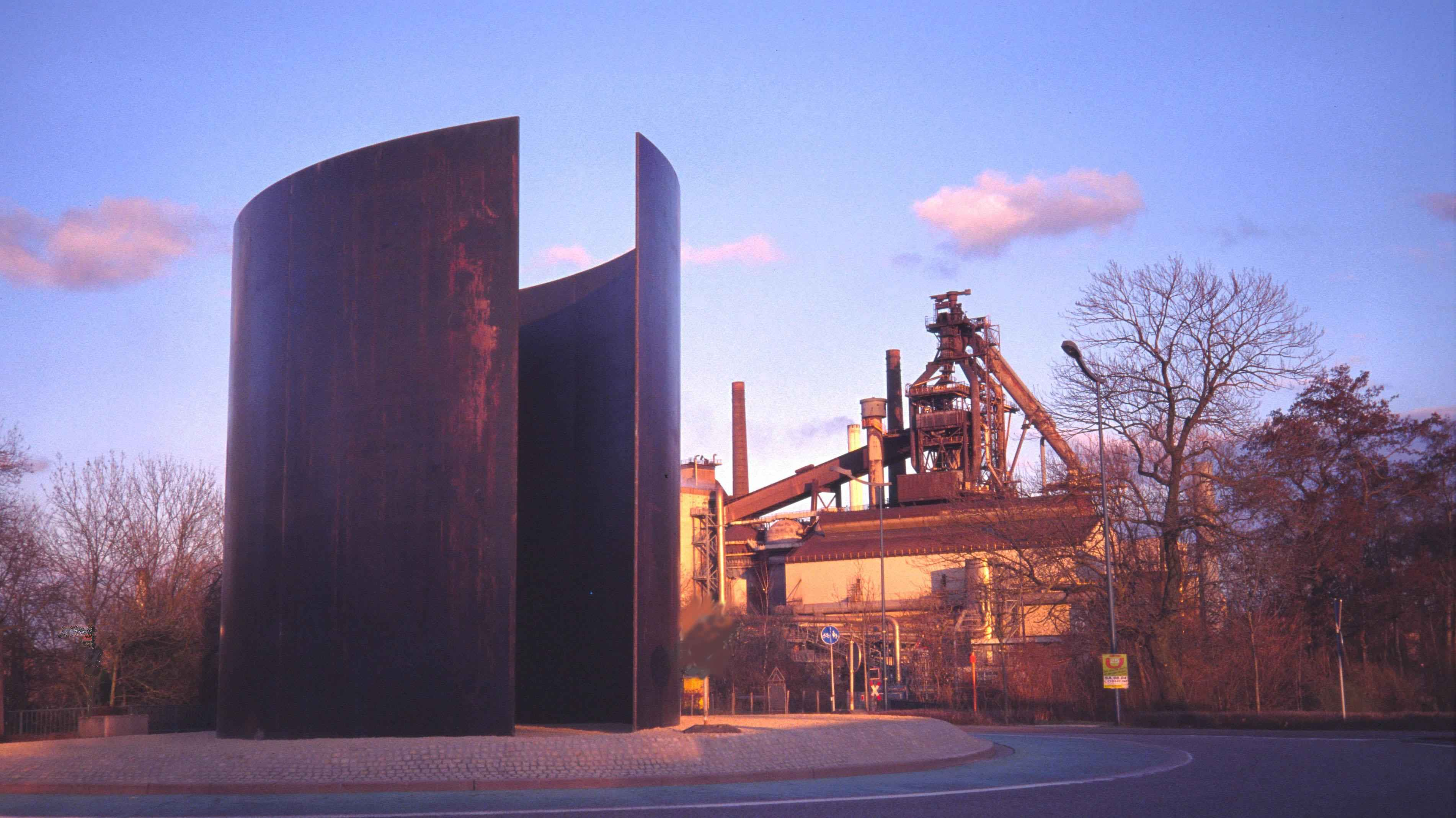
Skulptur Viewpoint in Dillingen/Saar

Ab 1986 verwendete Serra für seine Stahlskulpturen überwiegend Grobbleche der AG der Dillinger Hüttenwerke, die teilweise auch in Dillingen zu Skulpturen geformt werden. So war es naheliegend, auch in Dillingen eine Skulptur von Serra aufzustellen. Als Standort wählte man den Verkehrskreisel am Torhaus der Dillinger Hütte in Richtung Saarlouis, womit die Verbundenheit von Stadt und Hütte symbolisiert werden sollte. Einerseits setzt das Kunstwerk dem Verkehr eine deutliche Barriere entgegen, andererseits aber schirmt der Standort Viewpoint aber auch von einem „regen Publikumsverkehr“ ab, der für Serras Skulpturbegriff zentral war.
Viewpoint, eine Stahlskulptur von 13 Metern Breite, 9 Metern Höhe und 104 Tonnen Gesamtgewicht, wurde am 25. März 2006 der Öffentlichkeit übergeben. Sie besteht aus sechs gebogenen Stahlplatten, wovon jeweils drei Platten aneinandergefügt wurden. Von oben betrachtet bilden die Stahlplatten zwei sich mit etwas Abstand gegenüberstehende Kreisbögen ähnlich einer sich öffnenden und schließenden Klammer mit begehbarem Innenraum.

### „Axis“ in Bielefeld
Die Skulptur wurde 1989 vor der Kunsthalle Bielefeld aufgestellt. Sie befindet sich dort als Teil der öffentlichen Skulpturenausstellung südwestlich des Haupteingangs.

### „Bramme für das Ruhrgebiet“ in Essen

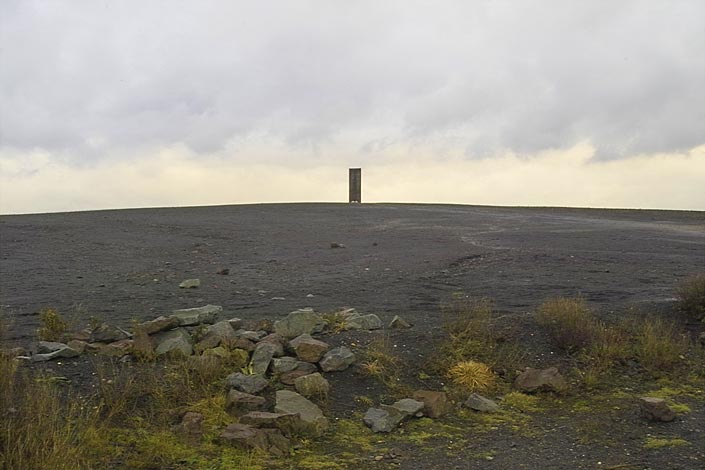
Skulptur Bramme für das Ruhrgebiet, 1998

1998 entstand mit der Bramme für das Ruhrgebiet auf der Halde Schurenbach in Essen eine weitere bekannte Arbeit Serras. Die Bramme ist als Landmarke auf der Spitze einer Bergehalde von weither sichtbar. Sie besteht aus einer 14,5 m hohen, 67 Tonnen schweren Stahlplatte, die sowohl an die Tradition der Stahlproduktion im Ruhrgebiet als auch an die Zwangsarbeiter, die während des Dritten Reiches die Schurenbachhalde auftürmten, erinnern soll. Die Bramme für das Ruhrgebiet erfreut sich als Ausflugsziel großer Beliebtheit und wird zu den Wahrzeichen des Ruhrgebietes gezählt.

### „Torque“ in Saarbrücken

Skulptur Exchange, Luxemburg

Die Skulptur Torque wurde 1992 am Haupteingang des Campus der Universität des Saarlandes in Saarbrücken auf einer Verkehrsinsel errichtet. Sie ist 16,70 m hoch und hat ein Gewicht von ca. 200 Tonnen.

### Skulptur „Exchange“ auf dem Kirchberg in Luxemburg
Die Skulptur Exchange wurde am Ende des Bankenviertels im Kreisverkehr auf dem Kirchberg aufgestellt.

### „Measurements of Time, Seeing Is Believing“ in Hamburg
Die Bodenarbeit (Übersetzung des Titels: Zeitmessungen, Sehen ist Glauben) ist Teil der Werkgruppe Splashings, im Gegensatz zu vielen anderen aus dieser Gruppe aber auf Dauer angelegt. Die Skulptur war eine Auftragsarbeit der Hamburger Kunsthalle anlässlich der Einrichtung der Galerie der Gegenwart 1996. 13 Tonnen Bleischrott wurden dafür eingeschmolzen und von Serra in glühendem Zustand mit einer großen Schöpfkelle an die Kante zwischen Wand und Boden geworfen. Die Masse verfestigte sich sofort. Vier der fünf Riegel wurden aus der Raumkante entfernt, gekippt und hintereinander in den Raum gerückt. Der hinterste Bleikeil klebt nach wie vor so an der Raumkante, dass eine Entfernung kaum möglich erscheint. Die fertige Skulptur, deren Installation eine Woche dauerte, vermittelte den Eindruck von schweren schwarzen Wellen, die durch den Raum zu rollen schienen. Dies schuf eine Verbindung zu dem für Hamburg essentiellen und bedrohlichen Sturmflut-Thema, war aber gleichzeitig voller Poesie. Veränderung und Zeit wurden sichtbar, da sich im Laufe der Zeit das Blei senkte und die Oberfläche grau wurde.

### „Promenade“ in Paris
Vom 7. Mai bis 15. Juni 2008 zeigte Richard Serra im Grand Palais in Paris im Zuge der Monumenta 2008 seine eigens hierfür gefertigte Installation Promenade: „Eine radikale Skulpturenlandschaft aus Stahl, minimalistisch und doch voller Bewegung.“ Serra war nach Anselm Kiefer der zweite Künstler, der eingeladen wurde, die 13.500 m² Fläche des Grand Palais mit einer Gruppe neuer Arbeiten zu füllen.

### Skulpturen „7“ und „East-West/West-East“ in Katar
Für den Park des Museum of Islamic Art in Doha, der Hauptstadt von Katar, schuf Serra die Skulptur 7, die 2011 eingeweiht wurde. Die Plastik besteht aus sieben Stahlplatten, die konisch zusammenlaufen und eine Höhe von knapp 25 Metern erreichen. Diese erste Skulptur Serras, die im Nahen Osten entstand, spielt auf die besondere symbolische Bedeutung der Zahl 7 in der islamischen Kultur an.
In der Wüste Katars, und zwar im Naturreservat Brouq (etwa eine Autostunde von der Hauptstadt Doha entfernt), realisierte Serra 2014 die Arbeit East-West/West-East. Bei diesem Werk der Land Art, in Auftrag gegeben von der Museumsbehörde von Katar, handelt es sich um vier monumentale Stahlplatten, die sich über eine Strecke von einem Kilometer verteilen.

### Fotogalerie „The Hours of the Day“, 1990, Bonnefantenmuseum Maastricht

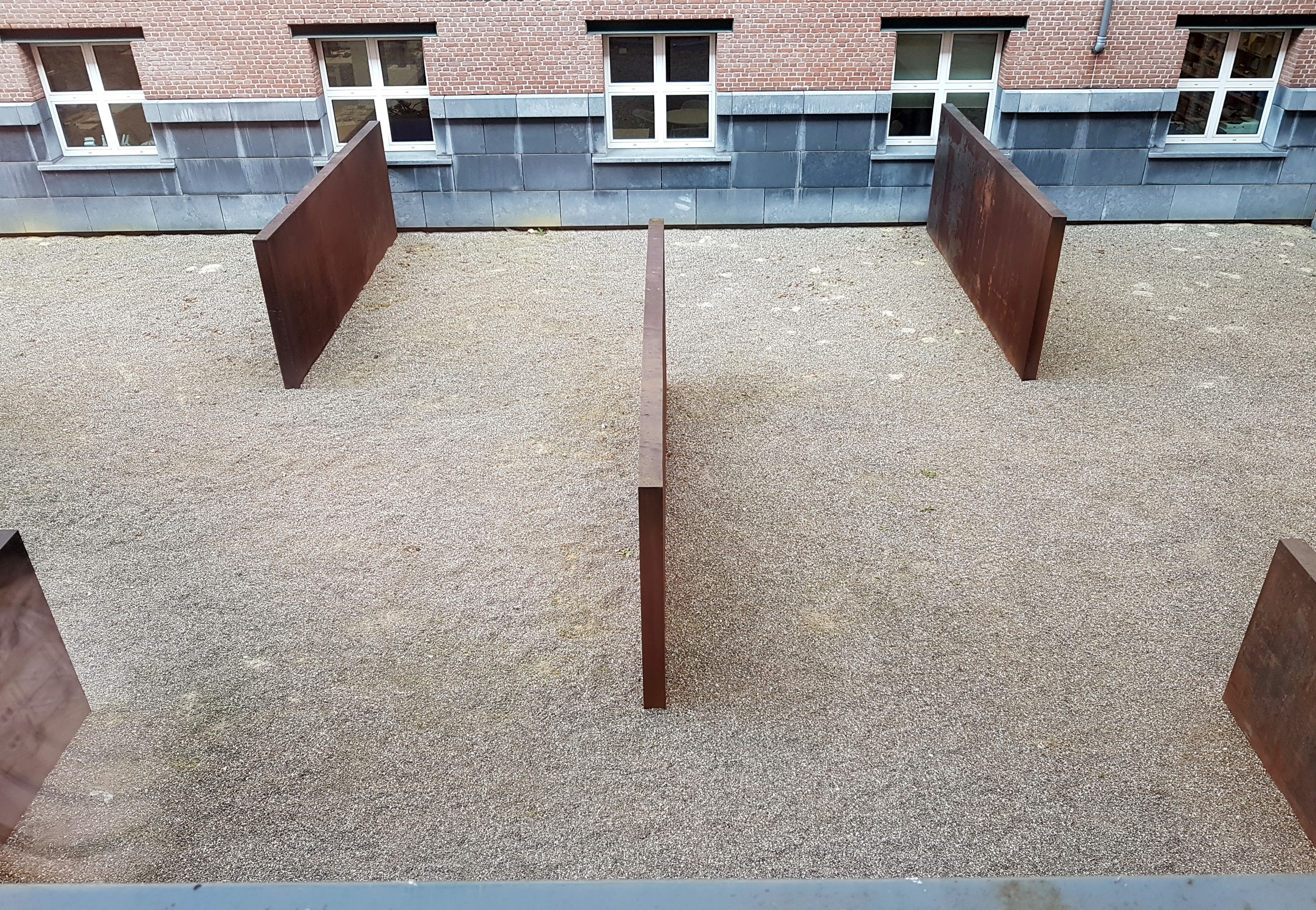
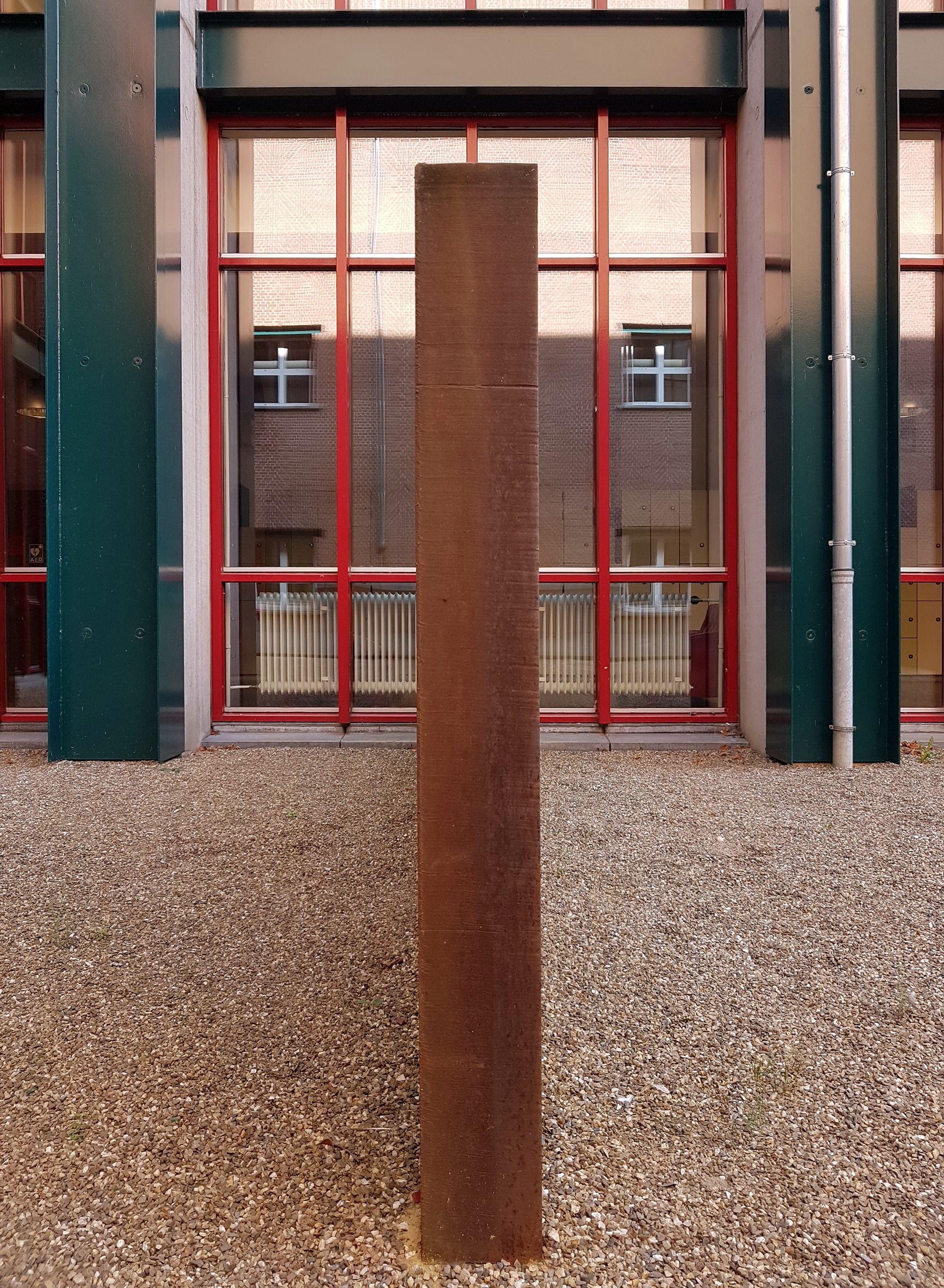
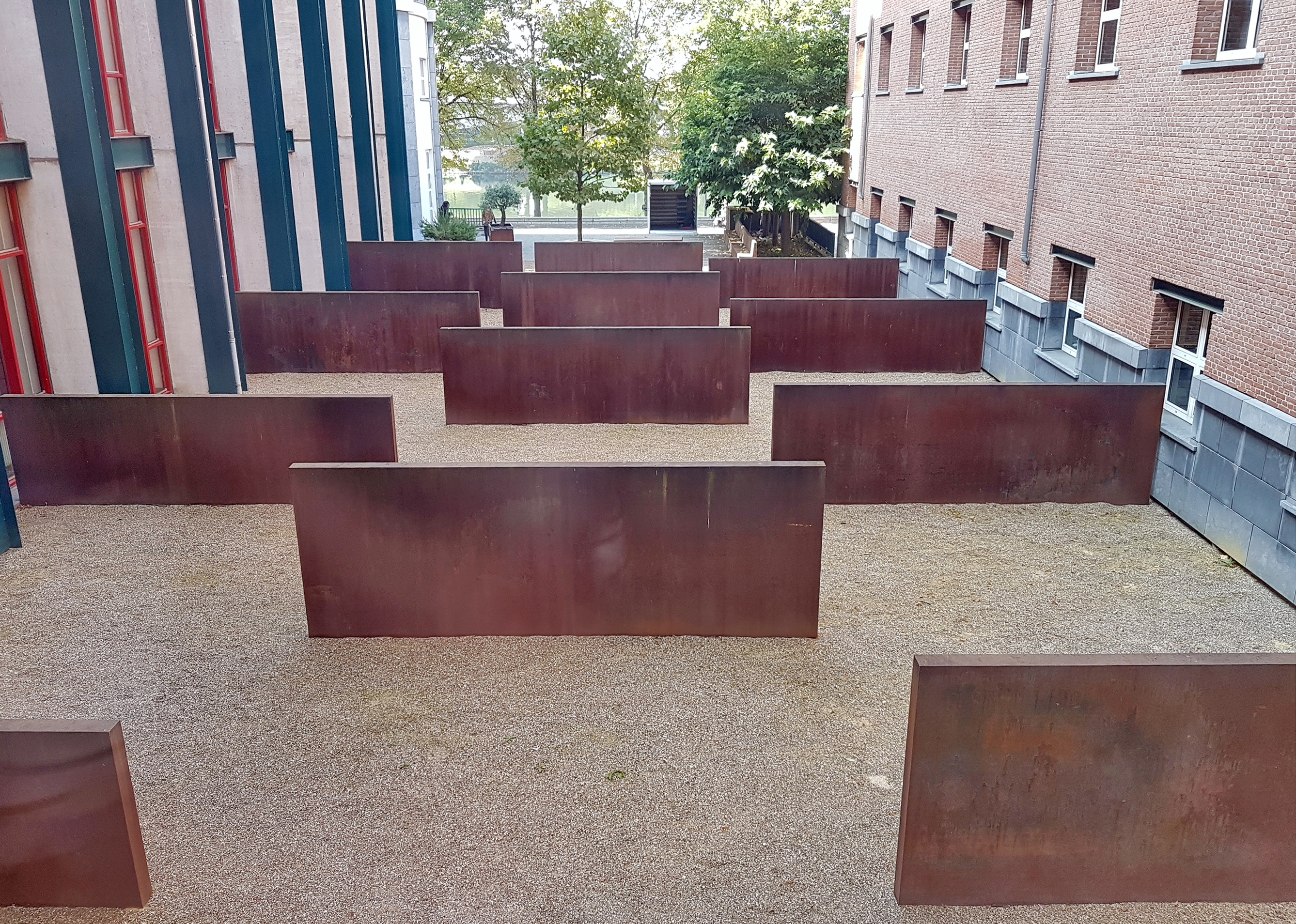
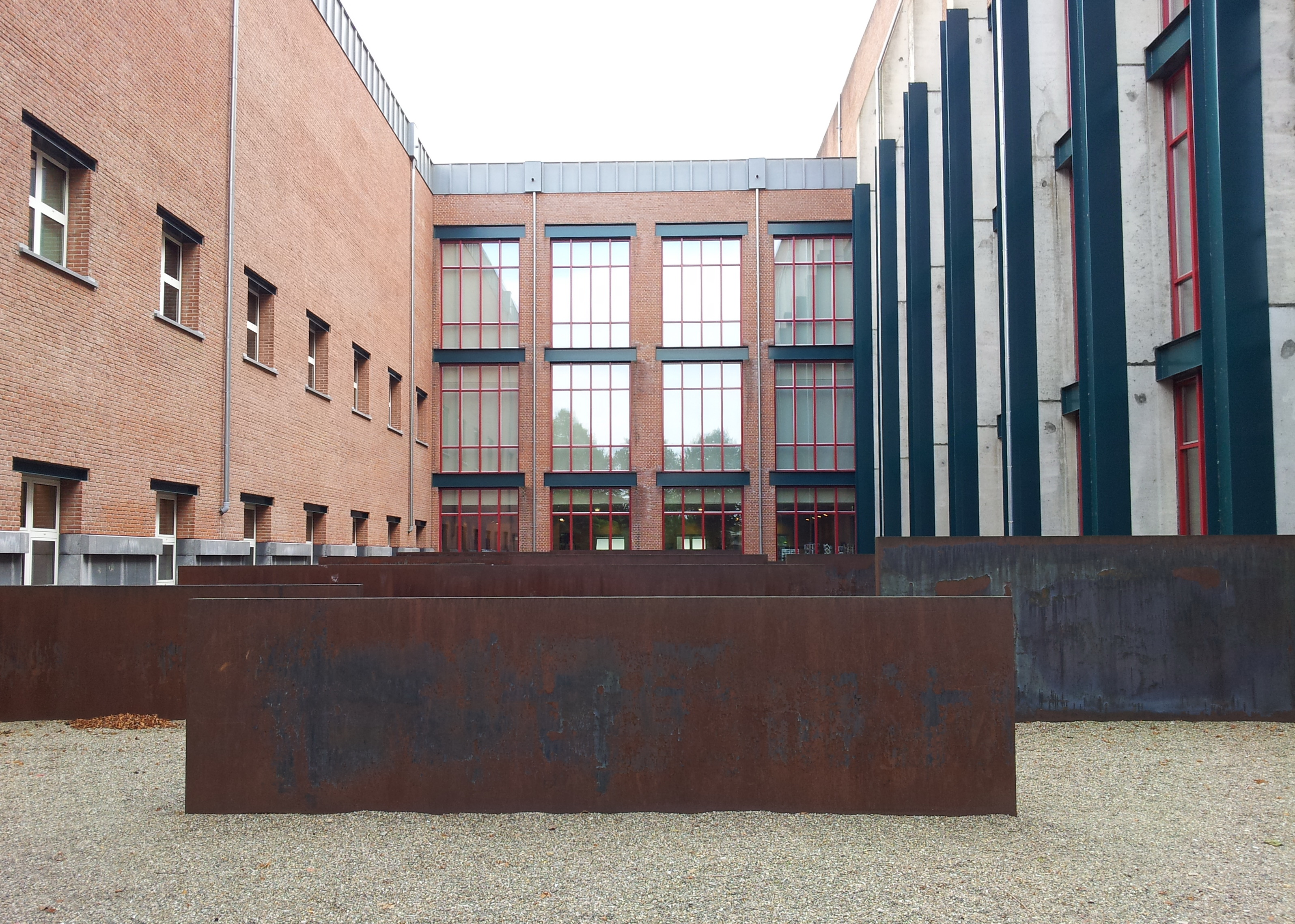
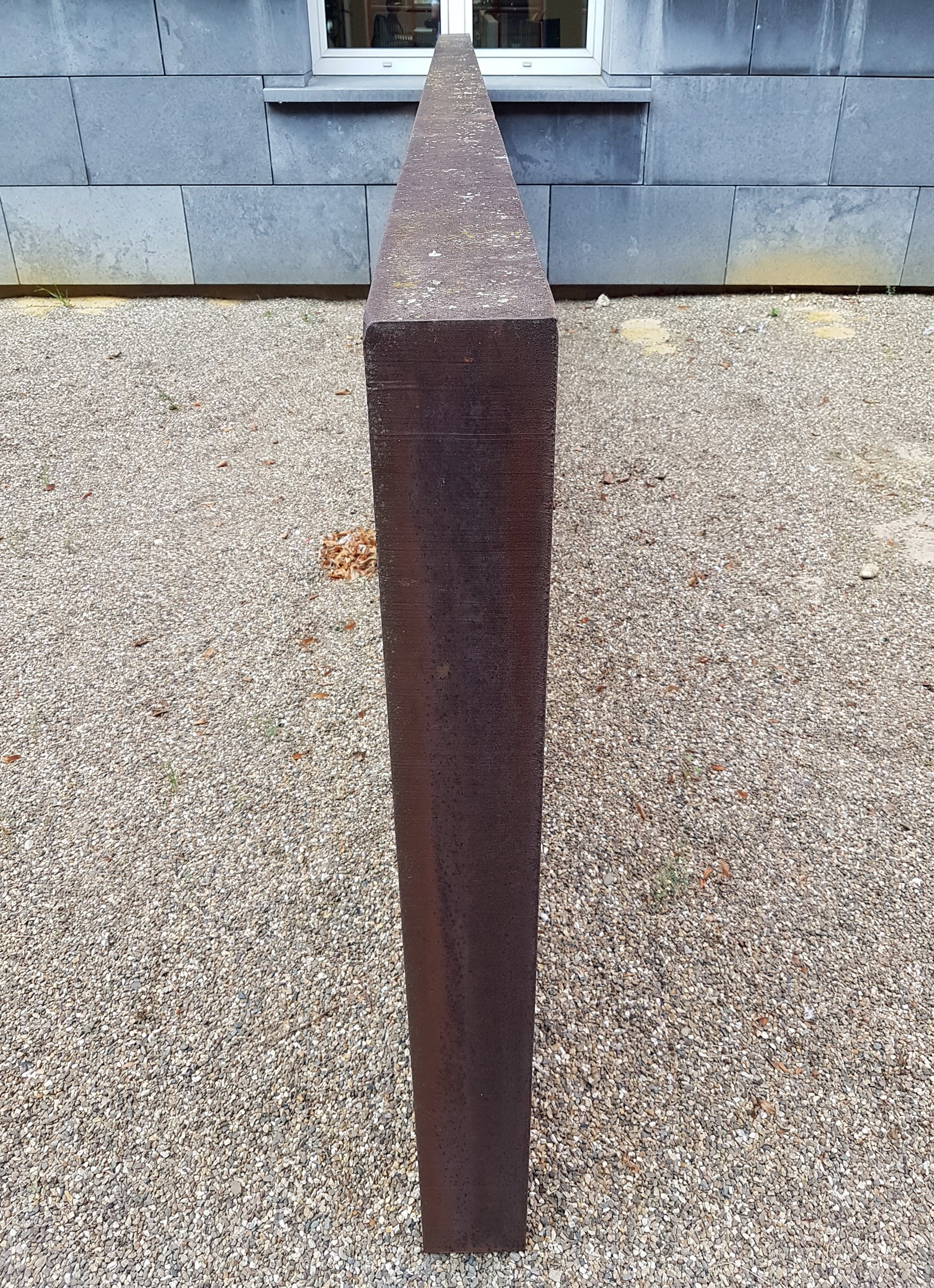
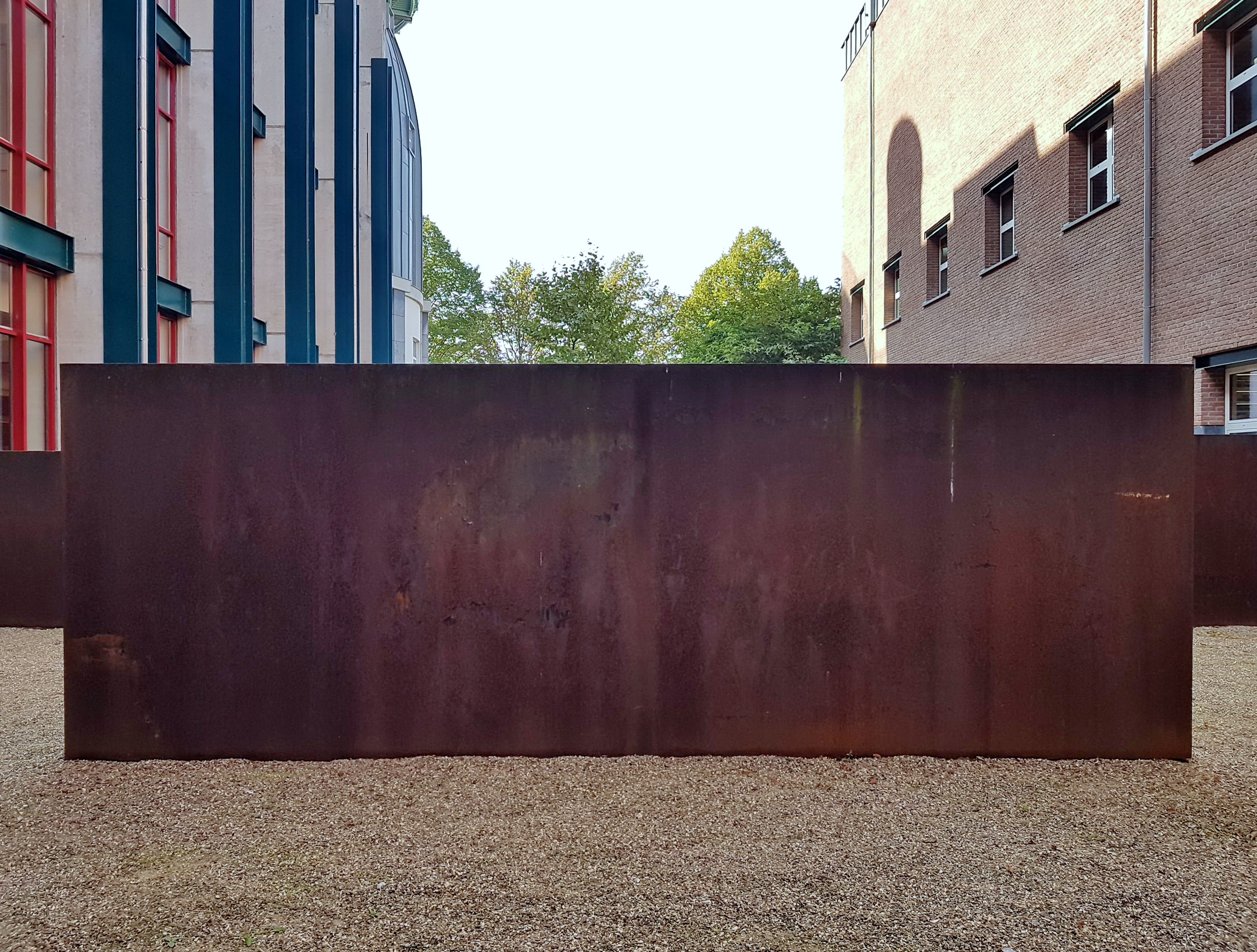

## Galerie

Skulpturen
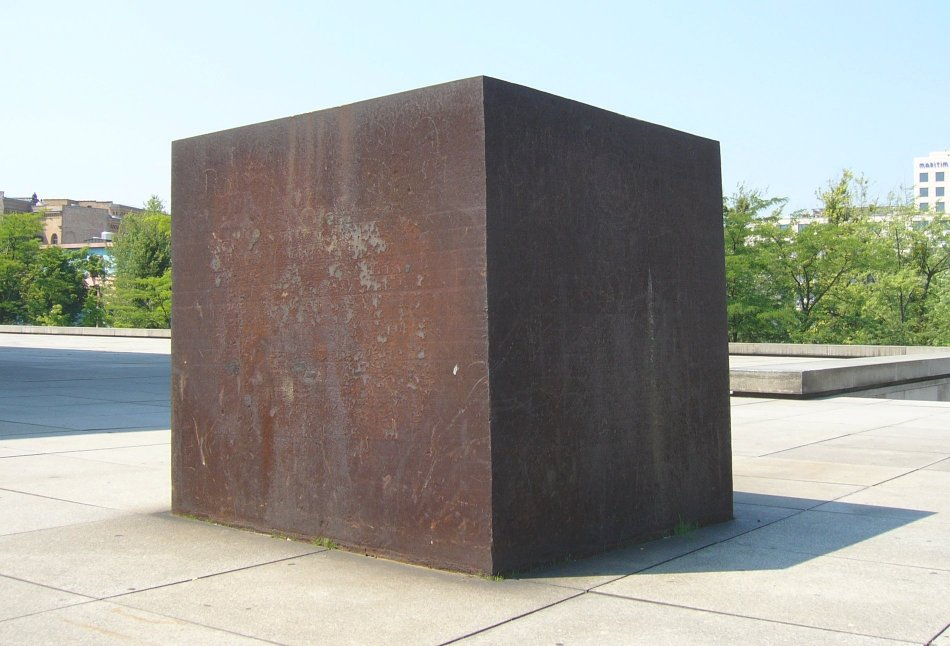
Berlin Block for Charlie Chaplin, Stahl, 1978, Berlin
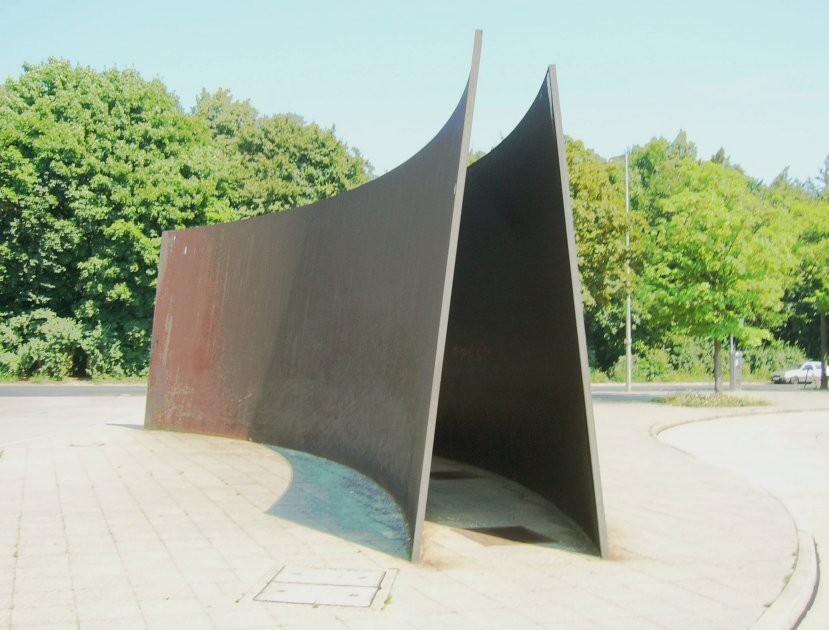
Berlin Curves. Denkmal für die Opfer der Aktion T4. Stahl, 1986
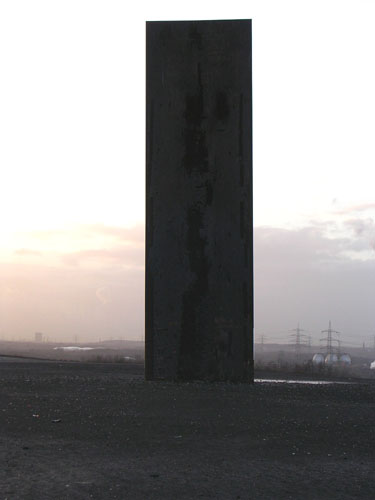
Bramme (für das Ruhrgebiet), Halde Schurenbach, Essen

## Ausstellungen (Auswahl)
- Richard Serra. Zeichnungen 1969–1977, erste retrospektiv angelegte Ausstellung des Künstlers, Kunsthalle Tübingen, 8. März bis 2. April 1978.
- Richard Serra – 7 Räume, 7 Skulpturen / 7 Spaces, 7 Scupltures, Städtische Galerie im Lenbachhaus und Kunstbau, München, 26. November 1987 bis 15. März 1988[23]
- Running Arcs (For John Cage), Kunstsammlung Nordrhein-Westfalen, Düsseldorf, 12. September bis 13. Dezember 1992.
- Richard Serra, Props, Wilhelm Lehmbruck Museum, Duisburg, 16. Januar bis 3. April 1994.
- Constantin Brancusi und Richard Serra, Fondation Beyeler, Basel, 2011.
- Junction und Cycle, Gagosian Gallery, Manhattan, New York City, 2011.
- Playtime, Städtische Galerie im Lenbachhaus, München, 15. März bis 29. Juni 2014. Ausgestellte Werke: Hand Catching Lead (1968) und Hands Scraping (1968).
- Richard Serra – Props, Films, Early Works, Museum Wiesbaden, Wiesbaden, 2017.
- 3. Mai 1969 bis 3. Mai 2019[24] mit Richard Serra „Spine (for Max Imdahl)“, Galerie m, Bochum, 3. Mai – 31. Dezember 2019.